# Limnes (Quersonès Traci)
Limnes (en grec antic: Λίμναι, llatí: Limnae) era una ciutat grega del Quersonès Traci de què es tenen notícies del segle vii aC ençà. Limnes va ser fundada per colons procedents de Jònia, i era un dels ports marítims més rics i concorreguts de la regió de Gal·lípoli en el seu temps i fins a l'època romana.
En parlen diversos autors antics. Estrabó diu que es trobava entre la ciutat de Drabos i la d'Alopeconès. Segons Anaxímenes era una colònia de Milet. Formava part de la Lliga de Delos, segons les llistes de tributs conservades a Atenes. En parlen també Esteve de Bizanci i Escílax de Carianda.